# Anthocoris albiger
Anthocoris albiger är en insektsart som beskrevs av Reuter 1884. Anthocoris albiger ingår i släktet Anthocoris och familjen näbbskinnbaggar. Inga underarter finns listade i Catalogue of Life.